# Championnat de France de basket-ball de Nationale masculine 2 2015-2016
Navigation
2014-2015 2016-2017
La saison 2015-2016 du championnat de France de basket-ball de Nationale 2 est la 18e édition du championnat de France de basket-ball de Nationale masculine 2 sous cette dénomination. La NM2 est le quatrième plus haut niveau du championnat de France de basket-ball. Cinquante-quatre clubs répartis en quatre poules participent à la compétition. La NM2 est dirigée par la Fédération française de basket-ball, c'est le second niveau amateur.

## Formule
À la fin de la saison, les deux premières équipes au classement de chacune des quatre poules se retrouvent pour disputer un quart de finale aller-retour, avec une belle en cas d'égalité sur les deux premiers matchs. Les vainqueurs respectifs de ces quarts de finale sont promus en Nationale 1 sous réserve d'acceptation de leurs finances par la DNCG. Les quatre vainqueurs se retrouvent pour jouer un Final Four en deux jours sur terrain neutre. Le vainqueur de ce Final Four est désigné Champion de France de Nationale 2.
La saison précédente, c'est le Caen BC qui a été sacré champion et qui a été promu en NM1, accompagné de Vitré et Berck.
Les équipes classées de la 12e à la 14e place des quatre poules à l’issue de la saison régulière du championnat sont reléguées en Nationale 3. Malgré tout, certaines peuvent être repêchées en cas de non satisfaction par la DNCG des montées de Nationale 3.
La saison 2015-2016 débute en septembre 2015 et la saison régulière se termine en avril 2016. Elle compte 26 journées de championnat. Les playoffs se déroulent en mai.

## Clubs participants

### Clubs relégués et promus de la saison 2014-2015
Club relégué de Nationale Masculine 1 en 2014-2015 :
- Cognac (15e)

Quimper (14e) reste en N1 du fait de la rétrogradation en régional du Pays d'Aix Basket 13.
Clubs promus de Nationale Masculine 3 en 2014-2015 :
- Stade Marseillais UC (vainqueur de la Poule A)
- ES Gardonne (vainqueur de la poule B)
- Valence Condom Gers Basket (vainqueur de la poule C)
- Pays des Olonnes Basket (vainqueur de la poule D)
- Poissy Basket Association (vainqueur de la poule F)
- CS Ministère Finances Paris (vainqueur de la poule G)
- Besançon Avenir Comtois (vainqueur de la poule J)
- SO Pont de Cheruy Charvieu Chavanoz Basket-Ball (vainqueur de la poule K)
- Clermont Basket Ball (vainqueur de la poule L)

Le Rezé Basket 44 (vainqueur de la poule E), l'US Alfortville (vainqueur de la poule H) et le Schiltigheim AU (vainqueur de la poule I) renoncent à l'accession en N2 pour raisons financières.

### Composition des poules
| Poule A (Sud-Est) - Union Pontoise Andrézieux Basket (Andrézieux) - Basket club Nord Ardèche (Annonay) - US Aubenas Basket (Aubenas) - Ouest Lyonnais Basket (Champagne-au-Mont-d'Or) - Clermont Basket (Clermont-Ferrand) - Les enfants du Forez (Feurs) - Frontignan La Peyrade Basket (Frontignan) - Azuréa Club Golfe-Juan-Vallauris (Golfe-Juan) - Amicale Saint-Michel Basket Le Puy Haute-Loire (Le Puy-en-Velay) - Stade Marseillais UC (Marseille) - Basket Club Montbrison (Montbrison) - Étoile sportive Prissé-Mâcon (Prissé) - Beaujolais Basket (Quincie-en-Beaujolais) - USA Toulouges (Toulouges) | Poule B (Ouest) - Brissac Aubance Basket (Brissac-Quincé) - Cognac Charente Basket-ball (Cognac) - Dax Gamarde basket 40 (Dax, Gamarde-les-Bains) - ES Gardonne (Gardonne) - Luçon Basket Club (Luçon) - Beyssac Beaupuy Marmande (Marmande) - Garonne ASPTT Basket (Meilhan-Sur-Garonne) - Stade Montois Basket Masculin (Mont-de-Marsan) - Pays des Olonnes Basket (Les Sables-d'Olonne) - Élan béarnais Pau Nord-Est (Pau) - USV Ré Basket (Saint-Clément-Des-Baleines) - Toulouse Basket Club (Toulouse) - Union Tours Basket Métropole (Tours) - Valence Condom Gers Basket (Valence)                 |
| Poule C (Nord-Ouest) - Angers Étoile d'Or St Léonard (Angers) - Basket Club d'Ardres (Ardres) - Étendard de Brest (Brest) - Calais Basket Cheminots JMC (Calais) - Entente Cergy Osny Pontoise BB (Cergy) - AS Cherbourg (Cherbourg) - Union Bourbourg Grande-Synthe (Grande-Synthe) - Club Sportif Gravenchonnais (Gravenchon) - Cercle d'éducation physique de Lorient (Lorient) - Poissy Basket Association (Poissy) - Pornic Basket (Pornic) - Union Rennes basket 35 (Rennes) - ASA Sceaux (Sceaux) - Stade de Vanves Basket (Vanves)                                                                        | Poule D (Nord-Est) - Besançon Avenir Comtois (Besançon) - Gries/Oberhoffen BC (Gries) - Jœuf Homécourt basket (Jœuf) - AS Kaysersberg Ammerschwihr BCA (Kaysersberg) - US Charitoise Basket (La-Charité-sur-Loire) - Lille Métropole Basket Clubs 2 (Lille) - Union Sainte-Marie Metz Basket (Metz) - W.O.S.B. (Otterswiller) - CS Ministère Finances Paris (Paris) - SO Pont de Cheruy Charvieu Chavanoz Basket-Ball (Pont de Cheruy) - AL Saint Priest (Saint Priest) - Oullins Sainte-Foy Basket-Ball (Sainte-Foy-Les-Lyon) - Tourcoing S M (Tourcoing) - Tremblay Athlétique Club (Tremblay-en-France) |

## Classements

### Poule A
| Rang | Équipe                | Pts | J  | G  | P  | Pp   | Pc   | Diff |
| ---- | --------------------- | --- | -- | -- | -- | ---- | ---- | ---- |
| 1    | Andrézieux-Bouthéon   | 48  | 26 | 22 | 4  | 2055 | 1815 | 240  |
| 2    | Aubenas               | 45  | 26 | 19 | 7  | 1968 | 1827 | 141  |
| 3    | Golfe-Juan-Vallauris  | 43  | 26 | 17 | 9  | 2140 | 1942 | 198  |
| 4    | Feurs                 | 42  | 26 | 16 | 10 | 2042 | 1900 | 142  |
| 5    | Le Puy-en-Velay       | 42  | 26 | 16 | 10 | 2102 | 1970 | 132  |
| 6    | Montbrison            | 42  | 26 | 16 | 10 | 1985 | 1918 | 67   |
| 7    | Toulouges             | 39  | 26 | 14 | 11 | 1972 | 1955 | 17   |
| 8    | Prissé-Mâcon (S)      | 38  | 26 | 12 | 14 | 2076 | 2081 | -5   |
| 9    | Beaujolais            | 37  | 26 | 12 | 13 | 1914 | 1887 | 27   |
| 10   | Stade marseillais (P) | 36  | 26 | 10 | 16 | 1960 | 2021 | -61  |
| 11   | Ouest Lyonnais        | 35  | 26 | 9  | 17 | 1908 | 2107 | -199 |
| 12   | Clermont-Ferrand (P)  | 35  | 26 | 9  | 17 | 1872 | 2063 | -191 |
| 13   | Nord Ardèche          | 32  | 26 | 6  | 20 | 1827 | 1994 | -167 |
| 14   | Frontignan La Peyrade | 29  | 26 | 3  | 23 | 1737 | 2078 | -341 |

|     | Qualifiés pour le barrage d'accession en Nationale 1 |
|     | Relégation en Nationale 3                            |
| (P) | Promu 2015                                           |
| (R) | Relégué 2015                                         |
| (S) | Second de la saison régulière 2014-2015              |

### Poule B
| Rang | Équipe                   | Pts | J  | G  | P  | Pp   | Pc   | Diff |
| ---- | ------------------------ | --- | -- | -- | -- | ---- | ---- | ---- |
| 1    | Brissac-Quincé-Aubance   | 46  | 26 | 20 | 6  | 2075 | 1779 | 296  |
| 2    | Union Tours Métropole    | 45  | 26 | 19 | 7  | 2125 | 2001 | 124  |
| 3    | Cognac (R)               | 44  | 26 | 18 | 8  | 1935 | 1723 | 212  |
| 4    | Dax Gamarde              | 42  | 26 | 16 | 10 | 2014 | 1928 | 86   |
| 5    | USV Ré                   | 40  | 26 | 14 | 12 | 2034 | 1934 | 100  |
| 6    | Pays des Olonnes (P)     | 39  | 26 | 13 | 13 | 2033 | 2001 | 32   |
| 7    | Toulouse                 | 39  | 26 | 13 | 13 | 1996 | 2003 | -7   |
| 8    | Valence Condom (P)       | 38  | 26 | 12 | 14 | 2094 | 2195 | -101 |
| 9    | Pau-Lacq-Orthez 2        | 38  | 26 | 12 | 14 | 1931 | 2007 | -76  |
| 10   | Garonne ASPTT            | 37  | 26 | 11 | 15 | 1971 | 2033 | -62  |
| 11   | Gardonne (P)             | 36  | 26 | 10 | 16 | 1972 | 2001 | -29  |
| 12   | Beyssac Beaupuy Marmande | 36  | 26 | 10 | 16 | 2018 | 2122 | -104 |
| 13   | Luçon                    | 35  | 26 | 9  | 17 | 1864 | 1979 | -115 |
| 14   | Stade montois            | 31  | 26 | 5  | 21 | 1830 | 2186 | -356 |

|     | Qualifiés pour le barrage d'accession en Nationale 1 |
|     | Relégation en Nationale 3                            |
| (P) | Promu 2015                                           |
| (R) | Relégué 2015                                         |
| (S) | Second de la saison régulière 2014-2015              |

### Poule C
| Rang | Équipe                         | Pts | J  | G  | P  | Pp   | Pc   | Diff |
| ---- | ------------------------------ | --- | -- | -- | -- | ---- | ---- | ---- |
| 1    | Lorient                        | 49  | 26 | 23 | 3  | 2034 | 1670 | 364  |
| 2    | Rennes                         | 48  | 26 | 22 | 4  | 1985 | 1678 | 307  |
| 3    | Calais                         | 42  | 26 | 16 | 10 | 1970 | 1933 | 37   |
| 4    | Angers                         | 41  | 26 | 15 | 11 | 1985 | 1823 | 162  |
| 5    | Brest                          | 40  | 26 | 14 | 12 | 1967 | 1830 | 137  |
| 6    | Vanves                         | 40  | 26 | 14 | 12 | 1908 | 1833 | 75   |
| 7    | Gravenchon                     | 40  | 26 | 14 | 12 | 1904 | 1963 | -59  |
| 8    | Pornic                         | 40  | 26 | 14 | 12 | 1971 | 2007 | -36  |
| 9    | Union Bourbourg Grande-Synthe  | 38  | 26 | 12 | 14 | 1944 | 1890 | 54   |
| 10   | Entente Cergy Osny Pontoise BB | 37  | 26 | 11 | 15 | 1864 | 1880 | -16  |
| 11   | Cherbourg                      | 35  | 26 | 9  | 17 | 1909 | 2047 | -138 |
| 12   | Poissy (P)                     | 34  | 26 | 8  | 18 | 1771 | 1980 | -209 |
| 13   | Sceaux                         | 33  | 26 | 7  | 19 | 1651 | 1957 | -306 |
| 14   | Ardres                         | 29  | 26 | 3  | 23 | 1614 | 1986 | -372 |

|     | Qualifiés pour le barrage d'accession en Nationale 1 |
|     | Relégation en Nationale 3                            |
| (P) | Promu 2015                                           |
| (R) | Relégué 2015                                         |
| (S) | Second de la saison régulière 2014-2015              |

### Poule D
| Rang | Équipe                       | Pts | J  | G  | P  | Pp   | Pc   | Diff |
| ---- | ---------------------------- | --- | -- | -- | -- | ---- | ---- | ---- |
| 1    | Gries Oberhoffen (S)         | 50  | 26 | 24 | 2  | 2170 | 1748 | 422  |
| 2    | La Charité-sur-Loire         | 45  | 26 | 19 | 7  | 2079 | 1842 | 237  |
| 3    | Kaysersberg Ammerschwihr     | 45  | 26 | 17 | 9  | 2094 | 1925 | 169  |
| 4    | Pont-de-Cheruy (P)           | 42  | 26 | 15 | 11 | 2012 | 1859 | 153  |
| 5    | Jœuf Homécourt               | 41  | 26 | 15 | 11 | 2035 | 1960 | 75   |
| 6    | Union Sainte-Marie Metz      | 41  | 26 | 15 | 11 | 1876 | 1725 | 151  |
| 7    | Tremblay-en-France           | 39  | 26 | 13 | 13 | 2044 | 1985 | 59   |
| 8    | Oullins Sainte-Foy           | 39  | 26 | 13 | 13 | 1881 | 1962 | -81  |
| 9    | Besançon (P)                 | 38  | 26 | 12 | 14 | 1769 | 1967 | -198 |
| 10   | W.O.S.B.                     | 37  | 26 | 11 | 15 | 2000 | 2067 | -67  |
| 11   | Tourcoing                    | 35  | 26 | 9  | 17 | 1750 | 1938 | -188 |
| 12   | Ministère Finances Paris (P) | 34  | 26 | 8  | 18 | 1879 | 2088 | -209 |
| 13   | Lille 2                      | 33  | 26 | 7  | 19 | 1808 | 1976 | -168 |
| 14   | Saint-Priest                 | 30  | 26 | 4  | 22 | 1756 | 2111 | -355 |

|     | Qualifiés pour le barrage d'accession en Nationale 1 |
|     | Relégation en Nationale 3                            |
| (P) | Promu 2015                                           |
| (R) | Relégué 2015                                         |
| (S) | Second de la saison régulière 2014-2015              |

## Les playoffs
Les quarts-de-finale se jouent en 2 manches gagnantes. La rencontre retour et la belle éventuelle se disputent chez l'équipe la mieux classée. Le final four était initialement organisé à Toulouse. Mais à la suite d'un conflit entre les clubs de Cognac et Tours, il a dû être repoussé d'une semaine et attribué à Gries.
|  | Quarts de finale | Quarts de finale             | Quarts de finale        | Quarts de finale | Quarts de finale        |    |                        | Demi-finales           | Demi-finales           | Demi-finales           |                        |    | Finale | Finale                  | Finale |
|  |                  |                              |                         |                  |                         |    |                        |                        |                        |                        |                        |    |        |                         |        |
|  | C1               | Union Rennes basket 35       | 98                      | 77               |                         |    |                        |                        |                        |                        |                        |    |        |                         |        |
|  | B2               | Union Tours Basket Métropole | 97                      | 67               |                         |    |                        |                        |                        |                        |                        |    |        |                         |        |
|  | B2               | Union Tours Basket Métropole | 97                      | 67               |                         | C1 | Union Rennes basket 35 | 67                     |                        |                        |                        |    |        |                         |        |
|  |                  |                              |                         |                  |                         | C1 | Union Rennes basket 35 | 67                     |                        |                        |                        |    |        |                         |        |
|  |                  | D1                           | Gries Oberhoffen BC     | 91               |                         |    |                        |                        |                        |                        |                        |    |        |                         |        |
|  | D1               | D1                           | Gries Oberhoffen BC     | 91               | Gries Oberhoffen BC     | 80 | 83                     |                        |                        |                        |                        |    |        |                         |        |
|  | D1               |                              |                         |                  | Gries Oberhoffen BC     | 80 | 83                     |                        |                        |                        |                        |    |        |                         |        |
|  | A2               | US Aubenas Basket            | 73                      | 40               |                         |    |                        |                        |                        |                        |                        |    |        |                         |        |
|  |                  |                              |                         |                  |                         |    |                        |                        |                        |                        |                        |    | D1     | Gries Oberhoffen BC     | 103    |
|  |                  | C2                           | CEP Lorient             | 68               |                         |    |                        |                        |                        |                        |                        |    |        |                         |        |
|  | B1               | Brissac Aubance Basket       | 72                      | 70               |                         |    |                        |                        |                        |                        |                        |    |        |                         |        |
|  | C2               | CEP Lorient                  | 80                      | 77               |                         |    |                        |                        |                        |                        |                        |    |        |                         |        |
|  | C2               | CEP Lorient                  | 80                      | 77               |                         | C2 | CEP Lorient            | 71                     |                        |                        |                        |    |        |                         |        |
|  |                  |                              |                         |                  |                         | C2 | CEP Lorient            | 71                     |                        |                        |                        |    |        |                         |        |
|  |                  | A1                           | ALS Andrézieux-Bouthéon | 50               |                         |    | Match pour la 3e place | Match pour la 3e place | Match pour la 3e place | Match pour la 3e place | Match pour la 3e place |    |        |                         |        |
|  | A1               | A1                           | ALS Andrézieux-Bouthéon | 50               | ALS Andrézieux-Bouthéon | 59 | Match pour la 3e place | Match pour la 3e place | Match pour la 3e place | Match pour la 3e place | Match pour la 3e place | 89 |        |                         |        |
|  | A1               |                              |                         |                  | ALS Andrézieux-Bouthéon | 59 |                        |                        |                        |                        |                        | 89 |        |                         |        |
|  | D2               | La Charité Basket 58         | 58                      | 83               |                         |    |                        |                        |                        |                        |                        |    | C1     | Union Rennes basket 35  | 74     |
|  |                  |                              |                         |                  |                         |    |                        |                        |                        |                        |                        |    | A1     | ALS Andrézieux-Bouthéon | 76     |